# Sindrome di Angelman
La sindrome di Angelman è una malattia genetica dovuta a un difetto nella duplicazione cromosomica da imprinting genetico.

## Storia
La malattia è stata riscontrata per la prima volta dal pediatra britannico Harry Angelman nel 1965 in tre bambini.

## Eziopatogenesi
L'imprinting viene riprogrammato a ogni generazione a seconda del sesso del soggetto, durante la gametogenesi; quindi se il soggetto è maschio, e il gene che prendiamo in considerazione segue un "imprinting materno" (la copia materna è inattiva), entrambi i geni che trasmetterà alla progenie non saranno imprinted (entrambe le copie funzionanti); viceversa se il soggetto è femmina saranno imprinted entrambe le copie (non funzionanti). Questo evento è stato scoperto grazie allo studio fatto su due sindromi (sindrome di Angelman e sindrome di Prader-Willi) che sono causate dalla mutazione dello stesso gene, ma gli effetti sono differenti a seconda che questo sia stato ereditato dal padre o dalla madre.
Tale condizione patologica è, nella maggior parte dei casi, dovuta a una delezione in 15q11-q13 nel cromosoma materno, ovvero ove risiedono i geni non imprintati coinvolti nella Angelman (discorso valido anche per la sindrome di Prader-Willi, che condivide con questa patologia la medesima delezione, ma sul cromosoma di origine paterno).
In una percentuale inferiore di pazienti (circa il 30%) si riscontra disomia uniparentale del cromosoma 15, ovvero quel fenomeno per il quale la coppia di cromosomi (in questo caso la 15) presente nella prole non è composta da un omologo paterno e uno materno, bensì da due copie provenienti dallo stesso genitore (in questo caso il padre).
Diversamente dalla più comune delezione 15q11-q13, nella sindrome di Prader-Willi riscontriamo una disomia uniparentale materna del cromosoma 15, e solo nel 3-5% dei pazienti. 
Pertanto mentre nella sindrome di Prader-Willi è il cromosoma 15 materno a essere presente in duplice copia, nella sindrome di Angelman abbiamo una duplice copia del cromosoma paterno, venendo a mancare il contributo genetico materno.

## Clinica

### Segni e sintomi
Si riscontrano:
- bassa statura
- epilessia
- ritardo mentale grave
- ipotonia
- difficoltà nel linguaggio
- anomalie fisiche del viso[5].
- postura tipica definita a marionetta
- facilità al riso
- atassia e movimenti stereotipati

## Trattamento
Nell'età pediatrica c'è un interessamento atassico dei bambini che deve essere affrontato simultaneamente da una riabilitazione fisioterapica (per il potenziamento dei muscoli posturali) e psicomotoria (in modo da migliorare la prestazione cognitiva per supportare un eventuale miglioramento a livello motorio). Il trattamento logopedico e psicomotorio insieme possono avviare un discorso di "comunicazione aumentativa (CAA)" laddove sussista un buon livello cognitivo e una buona competenza simbolica.